# Chelidonium purpureipes
Chelidonium purpureipes är en skalbaggsart som beskrevs av J. Linsley Gressitt 1939. Chelidonium purpureipes ingår i släktet Chelidonium och familjen långhorningar. Inga underarter finns listade i Catalogue of Life.